# Edifici Peraza
Edifici Peraza es un gratacels de Bogotá construït el 1921. Fou el primer edifici de set pisos que va comptar amb ascensors a Colòmbia. Es troba al davant de l'antiga estació de ferrocarril de La Sabana, sobre la vorera sud-oriental del carrer 13 amb carrera 17. És considerat el primer gratacels de Bogotà i fou catalogat monument nacional el 1988. Fou construït pel comerciant Manuel Maria Peraza i fou dissenyat per l'arquitecte Pablo de la Cruz, tambe creador de l'antic Palau de Justícia, cremat durant les revoltes del 9 d'abril de a 1948. En el 1930 albergà l’hotel La Estación.

## Descripció
Edifici de planta rectangular amb un punt fix central que distribueix a les crugies nord i sud de la planta. La façana principal sobre el carrer 13 es de pedra i està dividida en tres parts verticals i horitzontals. Té un primer cos de dos nivells d'alçada amb tres portes-finestra coronades per arcs de mig punt que rematen aquest cos en el segon nivell. El segon cos està format per una franja central i dos laterals amb obertures rectangulars que s'estén al llarg de quatre pisos, en l'últim dels quals es rematen cinc finestres amb arcs de mig punt. L'última planta té al centre dues finestres mes petites que la resta, aparellades i coronades per arcs de mig punt, que estan flanquejades per obertures rectangulars. Un frontó semicircular ornamentat corona l'edifici.